# 志村錠児
志村 錠児（しむら じょうじ、5月2日 - ）は、日本のアニメ演出家、アニメ監督。オー・エル・エム所属。代表作は『キョロちゃん』、『劇場版 どうぶつの森』、『えいがでとーじょー! たまごっち ドキドキ! うちゅーのまいごっち!?』、テレビアニメ『たまごっち!』シリーズなどがある。東京都青梅市出身。

## 人物
1993年に『おやゆび姫物語』の第23話「目が覚めたの、ママ?」で演出家デビュー。当時はメルヘン社に在籍していたが、現在はオー・エル・エムに所属している。無口なためか機嫌が悪いと誤解されることも多いと本人は気にしているが、実際はとても温厚で人当たりも良く、実は密かに熱い人物である。また感動屋で涙もろい。大の映画ファンで、中でもウディ・アレンの作品を非常に愛している。そんなことから、元々は実写映画の道を目指すつもりだった。
犬を飼っているということと、監督作品に犬が多く登場することからスタッフの間では「犬好き」とされている。

## 参加作品一覧

### 監督

#### テレビアニメ
2009年
- たまごっち!（2009年 - 2012年、監督・絵コンテ・OP絵コンテ演出・ED絵コンテ演出）

2012年
- たまごっち! ゆめキラドリーム（2012年 - 2013年、監督・キャラクターデザイン・OP絵コンテ演出・ED演出）

2013年
- たまごっち! みらくるフレンズ（2013年 - 2014年、監督・キャラクターデザイン・絵コンテ・OP絵コンテ演出・ED演出）

2014年
- GO-GO たまごっち!（2014年 - 2015年、監督・キャラクターデザイン・絵コンテ・演出・OP絵コンテ演出・ED演出・バンク絵コンテ演出・必殺技テロップ）

2025年
- 追放者食堂へようこそ!（2025年、監督）

#### 劇場アニメ
2004年
- 新暗行御史（監督・脚本・絵コンテ・演出）

2006年
- 劇場版 どうぶつの森（監督・デザインワークス・絵コンテ・演出）

2007年
- えいがでとーじょー! たまごっち ドキドキ! うちゅーのまいごっち!?（監督・絵コンテ・演出）

2008年
- 映画! たまごっち うちゅーいちハッピーな物語!?（監督・絵コンテ・演出）

### 絵コンテ・演出
監督作は除く。

#### テレビアニメ（絵コンテ・演出）
1990年
- シートン動物記（演出助手）

1992年
- コボちゃん（1992年 - 1993年）

1997年
- 忍たま乱太郎（1997年 - 2003年）
- さくらももこ劇場 コジコジ（1997年 - 1999年）

1998年
- LET'S ぬぷぬぷっ
- YAT安心!宇宙旅行
- はれときどきぶた
- MASTERキートン

1999年
- キョロちゃん（1999年 - 2001年）

2001年
- カスミン（2001年 - 2003年）

2002年
- 花田少年史
- ポケットモンスター アドバンスジェネレーション（2002年 - 2006年）

2004年
- アガサ・クリスティーの名探偵ポワロとマープル（2004年 - 2005年）

2005年
- 強殖装甲ガイバー（2005年 - 2006年）

2006年
- うたわれるもの

2007年
- デルトラクエスト

2009年
- イナズマイレブン

2015年
- おまかせ!みらくるキャット団
- 妖怪ウォッチ

2016年
- かみさまみならい ヒミツのここたま

2020年
- メジャーセカンド

2021年
- 異世界食堂2

2022年
- ラブオールプレー

2023年
- 悲劇の元凶となる最強外道ラスボス女王は民の為に尽くします。

2024年
- 月刊モー想科学
- ダンジョンの中のひと

#### 劇場アニメ（絵コンテ・演出）
2009年
- 劇場版ポケットモンスター ダイヤモンド&パール アルセウス 超克の時空へ
- レイトン教授と永遠の歌姫

2015年
- 映画 妖怪ウォッチ エンマ大王と5つの物語だニャン!

2020年
- 劇場版ポケットモンスター ココ（演出）

## 関連人物
- 久高司郎
- アニメ製作関係者一覧